# Берцеліїт
Берцеліїт — вельми рідкісний мінерал, арсенат кальцію, натрію і магнію, що належить до однойменної групи берцеліїту, супергрупа гранату.
Формула: (NaCa2)Mg2(AsO4)3.
Густина 4 г/см3. Твердість 4-5.
Описаний вперше О. Кюном в 1840 році відповідно до прояву в руднику в Лонгбані, який дав мінералу ім'я на честь шведського хіміка Берцеліуса..
Берцеліїт дуже рідко зустрічається у вигляді трапецієвидних кристалів, найбільш часто у вигляді масивних або округлих гранул.
Розповсюдження: виявлений вперше в Швеції в Лонгбані на руднику в Вермланд, а також в рудниках Вестманланда і Мосс. Також повідомлялося про знахідки в Швейцарії, кантон Граубюнден. В Італії він був знайдений в копальні у Монтальдо-ді-Мондові, в регіоні П'ємонт, провінція Кунео.